# Genc Pollo
Genc Stefanaq Pollo (ur. 7 kwietnia 1963 w Tiranie) – albański polityk i historyk.

## Życiorys
Syn historyka Stefanaqa Pollo. W 1986 ukończył studia historyczne na Uniwersytecie Tirańskim i rozpoczął pracę naukową w Albańskiej Akademii Nauk. W 1988 uzyskał stypendium rządu austriackiego, co umożliwiło mu odbycie studiów podyplomowych na Uniwersytecie Wiedeńskim. Ukończył je w 1990. Po powrocie do kraju pracował w Instytucie Archeologii.
W roku 1991 zaangażował się w działalność polityczną. Należał do grona założycieli Demokratycznej Partii Albanii i był pierwszym rzecznikiem prasowym partii. Po zwycięstwie DPA w wyborach 1992 pracował jako doradca d.s. edukacji i spraw zagranicznych ówczesnego prezydenta Albanii – Salego Berishy, pełnił także funkcję wiceprzewodniczącego Albańskiego Stowarzyszenia Atlantyckiego. W 1996 po raz pierwszy w wyborach do parlamentu uzyskał mandat deputowanego do parlamentu. Był członkiem parlamentarnej komisji spraw zagranicznych. Potem jeszcze czterokrotnie zdobywał mandat w wyborach parlamentarnych.
W latach 1997–1999 pełnił funkcję wiceprezesa Demokratycznej Partii Albanii, ale wkrótce potem opuścił to ugrupowanie. Od 2001 kieruje Nową Partią Demokratyczną (Partia Demokrate e Re), która w 2005 weszła w skład koalicji centroprawicowej, która wygrała wybory parlamentarne. W nowym rządzie objął resort edukacji i nauki, określany jako jeden z wiodących w planowanym programie reform. W okresie sprawowania urzędu przez G. Pollo, kierowany przez niego resort wprowadził jednolitą maturę państwową do wszystkich szkół średnich jako podstawę do przyjęcia na studia, a także zliberalizował rynek podręczników szkolnych. W tym czasie rozpoczęto reformę uczelni albańskich, zgodnie z procesem bolońskim. W latach 2008–2009 pełnił funkcję wicepremiera rządu Albanii. Po wyborach 2009, w których zwyciężyła Demokratyczna Partia Albanii, Pollo objął tekę ministra innowacji, informacji i technologii komunikacyjnej. Funkcję tę sprawował do września 2013. Po odejściu z Partii Demokratycznej związał się ze Zreformowaną Partią Demokratyczną (Partia Demokrate të Reformuar).
W życiu prywatnym jest żonaty, ma dwie córki.